# Scandal (Amerikaanse band)
Scandal is een in New York opgerichte Amerikaanse rockband.

## Bezetting
Huidige bezetting
- Patty Smyth (leadzang, 1981–1985, 2004–heden)
- Keith Mack (gitaar, 1981–1985, 2004–heden)
- Tom Welsch (basgitaar, 2006–heden)
- Eran Asias (drums, 2006–heden)

Voormalige leden
- Benjy King (keyboards, gitaar, 1981–1984, 2004-2012)
- Zack Smith (gitaar, 1981–1984, 2004–2006)
- Ivan Elias (basgitaar, 1981–1984)
- Frankie LaRocka (drums, 1981–1982)
- Thommy Price (drums, 1982–1984, 2004–2006)
- Jon Bon Jovi (gitaar, 1983)
- Kasim Sulton (basgitaar, 2004–2006)

## Geschiedenis
Scandal werd opgericht in 1981 door Zack Smith, die ook de meeste songs van de band schreef. De andere leden waren Ivan Elias, Keith Mack, Benjy King, Frankie LaRocka (later vervangen door Thommy Price) en zangeres Patty Smyth. Jon Bon Jovi, de latere leadzanger van de band Bon Jovi, speelde in 1983 ook kort gitaar bij de band.
De band had weldra veel succes, maar er kwamen conflicten tussen de band en hun platenlabel, die langzaam werden opgelost, maar ze verloren het ene lid na het andere. Na de The Warrior-tournee in 1984 waren Smyth en Mack de enige overgeblevenen van de oorspronkelijke bezetting. Scandal werd ontbonden na de beëindiging van de tournee. De band (zonder de overleden Ivan Elias, die werd vervangen door Kasim Sulton) werd weer herenigd in 2004 voor de VH1-show Bands Reunited en maakte een reeks concerten aan de Amerikaanse East Coast met hun hoogtepunt in een show in de Irving Plaza in hun thuisstad New York in februari 2005. Gedurende de zomer van 2006 werd de band (zonder Price en Sulton) weer herenigd voor de We Are the 80s tournee voor VH1, speelden op een reeks grote (meestal buiten) locaties en oogstten lovende kritieken. Tijdens de zomer en herfst van 2007 gingen ze weer op tournee (zonder Zack Smith).
In juli 2008 maakte Billboard het aankomende uitbrengen van nieuwe muziek bekend door Patty Smyth en Scandal (met de oorspronkelijke leden Keith Mack en Benjy King). Tijdens een optreden in Dewey Beach in augustus 2008 gaf Smyth te kennen dat Scandal in de nabije toekomst een nieuwe ep met vijf songs zou uitbrengen. Scandal speelde ook een van hun nieuwe songs Trust in Me. Andere nieuwe nummers waren Make It Hard en End of the Girl. Patty Smyth en Scandal presenteerden hun eerste single Hard for You to Love Me, ook wel als Make It Hard, als band in januari 2009 in Ridgefield met een staande ovatie. Smyth maakte bekend dat de song digitaal beschikbaar zou zijn in februari 2009, met de nieuwe ep als opvolger. Hoe dan ook, de single zou voor onbepaalde tijd worden uitgesteld als de ep zou worden uitgebreid tot een volledig album, overeenstemmend met Smyths weblog in mei 2009. In december werd de enige nieuwe muziek uitgebracht in de vorm van een cover van de kerstklassieker Silent Night, die werd uitgebracht in de NCIS-kerstaflevering Newborn King (seizoen 9) en naderhand verkrijgbaar op de officiële website van de band.

## Overlijden
Ivan Elias overleed in 1995. Frankie LaRocka overleed in 2005 na een operatie. Benjy King overleed op 20 september 2012 aan de verwondingen, opgelopen bij een ongeluk.

## Discografie

### Singles
- 1982:	Goodbye to You
- 1983: Love's Got a Line on You
- 1983: Win Some, Lose Some
- 1984: The Warrior
- 1984: Hands Tied
- 1985:	Beat of a Heart
- 2011:	Silent Night

### Albums
- 1982: Scandal (EP)
- 1984: Warrior

### Compilaties
- 1992: Scandalous
- 2006: We Are the '80s